# Arthur Capell, 1. Baron Capell of Hadham

Wappen des Arthur Capell, 1. Baron Capell of Hadham

Arthur Capell, 1. Baron Capell of Hadham (* 20. Februar 1604; † 9. März 1649 in London) war ein englischer Adliger, Politiker und Militär.

## Leben
Er war der Sohn von Sir Henry Capell († 1622) und dessen Gattin Theodosia Montagu. Er wurde am 11. März 1604 in Hadham in Hertfordshire getauft. Er studierte am Queens’ College der Universität Cambridge.
Er wurde im April 1640 als Knight of the Shire für Hertfordshire zum Kurzen Parlament in Unterhaus gewählt und im November 1640 als Knight of the Shire für Hertfordshire zum Langen Parlament wiedergewählt. Am 5. August 1641 wurde er als Baron Capell, of Hadham in the County of Hertford, in den erblichen englischen Adelsstand erhoben und wurde dadurch Mitglied des Oberhauses.
Im Englischen Bürgerkrieg kämpfte er auf royalistischer Seite. Am 17. Januar 1645 wurde er zum Knight Bachelor geschlagen und am 1. März 1645 zum Privy Counsellor ernannt. Im Sommer 1648 war er einer der Kommandeure der royalistischen Armee, die Colchester von Parlamentstruppen unter Lord Fairfax of Cameron belagert wurde. Nachdem man Nachricht von der Niederlage der Royalisten in der Schlacht von Preston erhalten hatte, kapitulierten die Verteidiger nach elfeinhalbwöchiger Belagerung am 27. August 1648. Lord Capell geriet in Gefangenschaft und wurde im Tower of London interniert. Nach zunächst gelungener Flucht wurde er am 2. Februar 1649 in Lambeth bei London erneut ergriffen und daraufhin am 8. März 1649 vom High Court of Justice zum Tode verurteilt. Er wurde am Folgetag vor der Westminster Hall in London enthauptet, zusammen mit den weiteren Verurteilten Duke of Hamilton und Earl of Holland.

## Ehe und Nachkommen

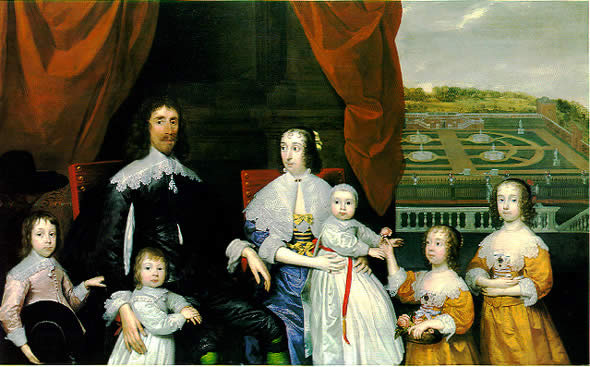
Arthur Capell und seine Familie, 1640

Am 28. November 1627 heiratete er in Watford in Hertfordshire Elizabeth Morrison (1611–1661), Tochter des Sir Charles Morrison, 1. Baronet (1587–1628). Mit ihr hatte er mindestens sechs Kinder:
- Hon. Mary Capell (1630–1715), ⚭ (1) 1648 Henry Seymour, Lord Beauchamp († 1654), Sohn des William Seymour, 2. Duke of Somerset, ⚭ (2) 1657 Henry Somerset, 1. Duke of Beaufort;
- Arthur Capell, 1. Earl of Essex, 2. Baron Capell (1632–1683);
- Hon. Elizabeth Capell (1633–1678), ⚭ um 1653 Charles Dormer, 2. Earl of Carnarvon;
- Henry Capell, 1. Baron Capell of Tewkesbury (1638–1696);
- Hon. Theodosia Capell (1640–1662), ⚭ um 1660 Henry Hyde, 2. Earl of Clarendon;
- Hon. Anne Capell ⚭ John Strangways, Gutsherr von Melbury Sandford in Dorset.